# Wang Daqing
Wang Daqing (13 de outubro de 1989) é um triatleta profissional chinês.

## Carreira
Wang Daqing competidor do ITU World Triathlon Series, disputou os Jogos de Pequim 2008, ficando em 46º.